# Juan Martín (Guanajuato)
Juan Martín es una localidad del estado mexicano de Guanajuato. Es parte del municipio de Celaya.

## Demografía
| Gráfica de evolución demográfica |
|                                  |

| Censo | Población |
| ----- | --------- |
| 1900  | 545       |
| 1910  | 488       |
| 1921  | 419       |
| 1930  | 483       |
| 1940  | 814       |
| 1950  | 790       |
| 1960  | 1 338     |
| 1970  | 1 623     |
| 1980  | 2 357     |
| 1990  | 2 754     |
| 2000  | 2 231     |
| 2010  | 2 791     |
| 2020  | 3 086     |